# Neillia breviracemosa
Neillia breviracemosa är en rosväxtart som beskrevs av Tsue Chih Ku. Neillia breviracemosa ingår i släktet klockspireor, och familjen rosväxter. Inga underarter finns listade i Catalogue of Life.